# Feldbrunnen-Sankt Niklaus
Feldbrunnen-St. Niklaus est une commune suisse du canton de Soleure, située dans le district de Lebern.

## Histoire
Situé entre les bords de l'Aar et les contreforts du massif du Jura, le village de Feldbrunnen est cité pour la première fois en 1319 sous le nom de Velbrunnen.
Les deux villages de Feldbrunnen et de Sankt Niklaus sont rattachées au chapitre de Saint-Ours de la ville de Soleure jusqu'en 1720. À cette époque, les villages font partie du bailliage de Flumenthal. En 1803, pendant la République helvétique, les deux villages sont rattachés au district de Lebern avant de fusionner en une commune unique en 1831. Principalement agraire jusqu'au début du XXe siècle, la commune fait depuis partie de la banlieue chic de Soleure.

## Monuments et curiosités
À mi-chemin entre les villages de Feldbrunnen et de Sankt Niklaus se trouve le château baroque de Waldegg. Construit entre 1682 et 1690 par l'avoyer de Soleure Johann Viktor Besenval comme résidence d'été, c'est une bâtisse typique de la région. Le château, avec ses deux chapelles, sa salle de conférences et son aménagement intérieur remarquable des XVIIe et XIXe siècles se trouve dans un parc à l'écart. De nos jours, le château abrite un musée et est utilisé pour des expositions ou des concerts.
La maison à tour soleuroise (Türmlihaus), influencée par le modèle des châteaux français, trouve ici sa plus belle réalisation. L'étroite promenade avec vue devant la façade principale a été disposée selon le modèle des jardins baroques italiens, puis transformée ultérieurement en parc à l'anglaise.

## Personnalités
- Frank Buchser (1828-1890), artiste-peintre né à Feldbrunnen-St. Niklaus
- Eliana Burki (1983-2023), musicienne suisse.

## Sources
- (de) Cet article est partiellement ou en totalité issu de l’article de Wikipédia en allemand intitulé « Feldbrunnen-St. Niklaus » (voir la liste des auteurs).
- Othmar Noser, « Feldbrunnen-Sankt Niklaus » dans le Dictionnaire historique de la Suisse en ligne, version du 11 février 2005.